# تشدومير تومسيتش
تشدومير تومسيتش (بالصربية: Чедомир Томчић)‏ هو لاعب كرة قدم صربي في مركز الوسط، ولد في 20 أبريل 1984 في نوفي ساد في صربيا. لعب مع أرارات يريفان ونادي باتشكا بالانكا ونادي بروليتر نوفي ساد ونادي فويفودينا.

## وصلات خارجية
- تشدومير تومسيتش على موقع قاعدة بيانات كرة القدم.إي يو (الإنجليزية)
- تشدومير تومسيتش على موقع Soccerbase.com (لاعب) (الإنجليزية)
- تشدومير تومسيتش على موقع Soccerway.com (الإنجليزية)